# Reichenau (Karintia)
Reichenau osztrák község Karintia Feldkircheni járásában. 2016 januárjában 1822 lakosa volt.

## Elhelyezkedése

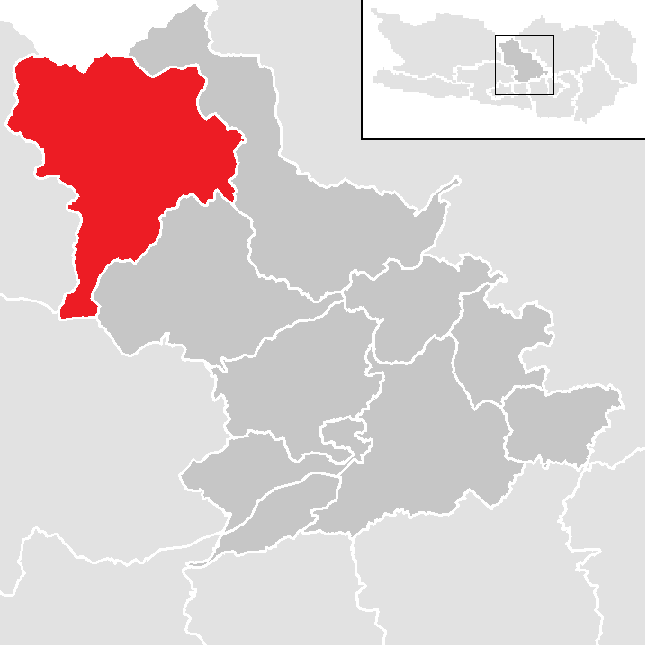
Reichenau a Feldkircheni járásban

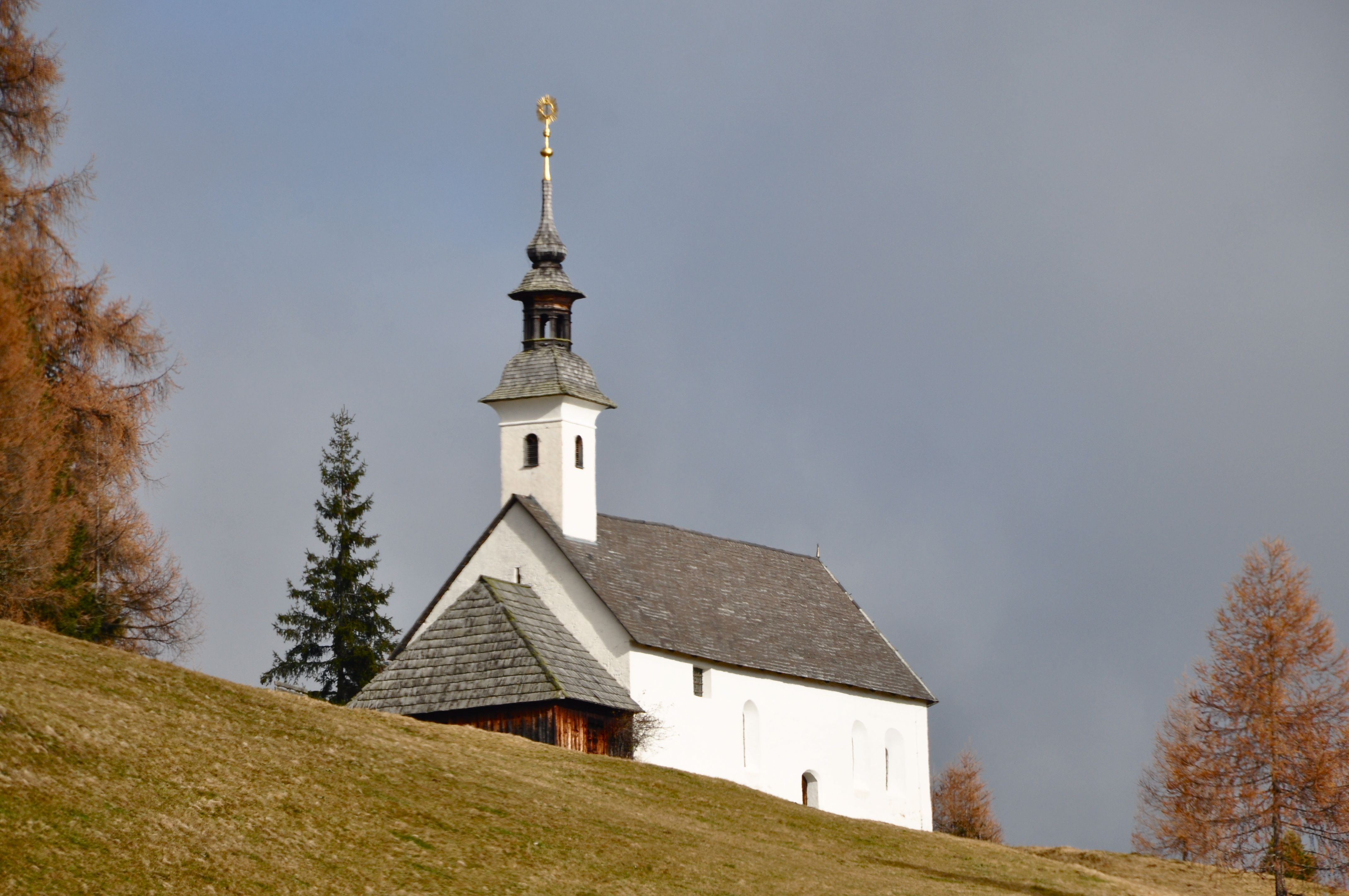
A St. Lorenzen-i Szt. Anna-templom

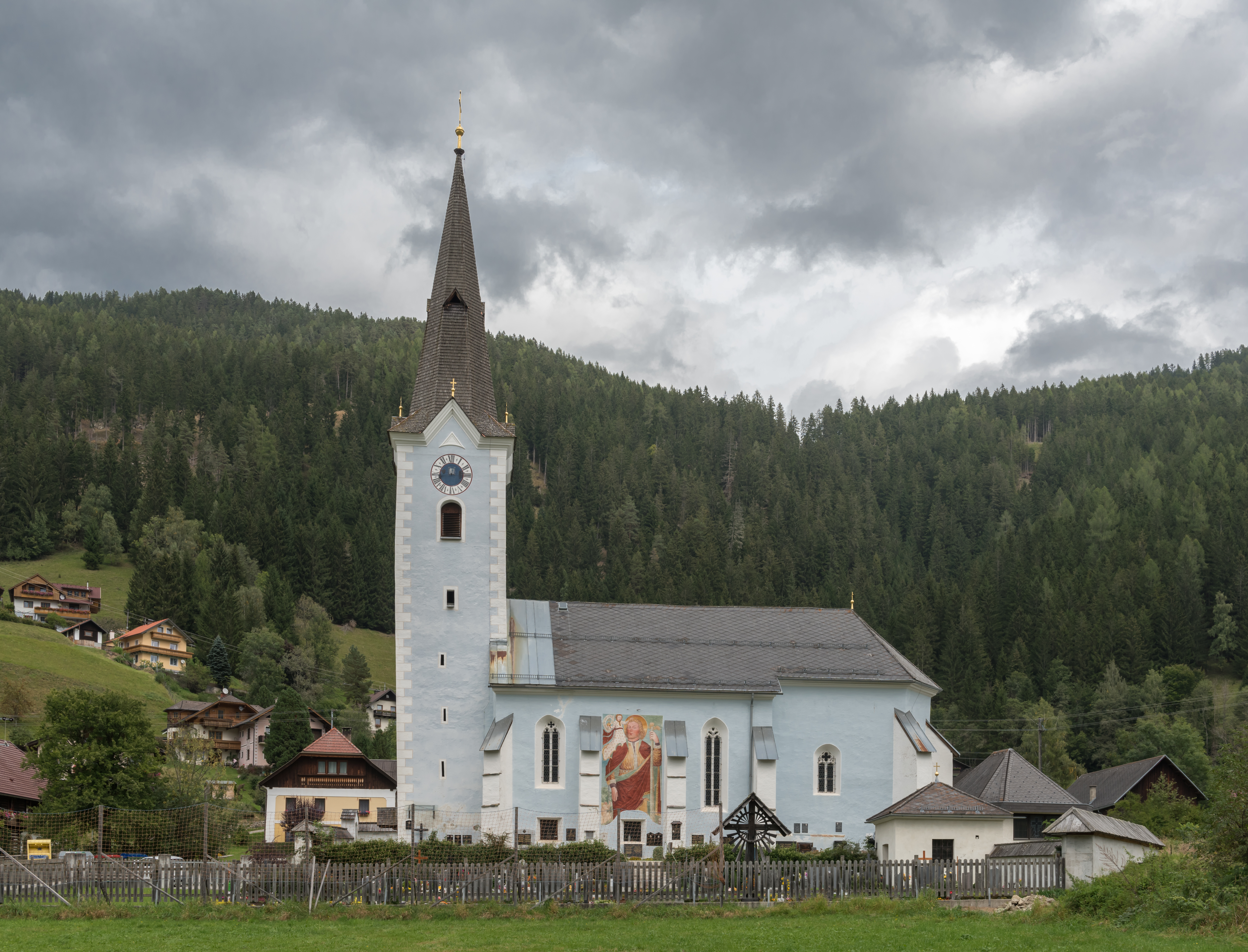
Sankt Margarethen temploma

Reichenau Karintia északi részén fekszik, a Gurktali-Alpokban, a Gurk (a Dráva mellékfolyója) felső völgyében. Legmagasabb pontja a 2334 méteres Klomnock. A település a stájerországi Stadl-Predlitz-cel osztozik a Turracher Höhe hágón és a közel 20 hektáros Turrachi-tavon. A 4 hektáros Falkertsee teljes egészében Reichenauhoz tartozik. Az önkormányzat öt katasztrális községet és 21 falut, településrészt fog össze.
A környező települések: keletre Albeck, délkeletre Gnesau, délre Arriach, délnyugatra Feld am See és Afritz am See, nyugatra Bad Kleinkirchheim, északra Stadl-Predlitz. 

## Története
A Gurktali-Alpok a bronzkorban népesedett be. Ebene Reichenauban egy vasércbányát már a kelta-római időkben is műveltek és a Gurk folyó neve is a római korszak előttről ered. A Római Birodalom idején római telepesek éltek a Gurk-völgyben, de arra nincs bizonyíték, hogy Reichenauban is megtelepedtek volna. A 6. század végén szlávok vándoroltak a térségbe, a korábbi romanizált kelta lakók pedig a távolabbi völgyekbe húzódtak vissza. Ennek ellenére a felső Gurk-völgy a 9. századig szinte teljesen lakatlan maradt. 
A Frank Birodalom a 8. században meghódította a szlávokat, megkezdték megtérítésüket és bajor telepesek érkeztek; nagy földbirtokok kerültek az egyház és a kolostorok kezébe. A felső Gurk-völgy jelentős része a millstatti apátság birtokába jutott. A 10-12. században megkezdődött az erdők irtása és megjelentek a falvak (elsőként Gnesaut említik 1160-ban).
Az önkormányzat területén Lorenzenberg 1200 körül alapult, mai templomának elődjét 1216-ban szentelték fel. A völgy mocsaras aljában csak 1300 körül telepedtek meg; Reichenaut csak 1332-ben említik. Neve (Rauch=füst) égetéses erdőirtásra utal. 
St. Lorenzen egyházközsége 1633-ban vált önállóvá. A maga 1460 m-en fekvő templomával ez a tartomány legmagasabban lévő egyházközsége. 
Az önkormányzat 1850-ben jött létre. 1928-ban autóbuszjárat indult a Turracher Höhére, ami jelentősen elősegítette a turizmus fejlődését.
1981-ben, többéves építkezés után a Kremsbe vezető Nockalmstraße díjköteles útszakaszként megnyitották.

## Lakossága
A reichenaui önkormányzat területén 2016 januárjában 1822 fő élt, ami visszaesést jelent a 2001-es 2029 lakoshoz képest. Akkor a helybeliek 97%-a volt osztrák állampolgár. 79,9% római katolikusnak, 15,8% evangélikusnak, 3,6% pedig felekezet nélkülinek vallotta magát. 

## Látnivalók

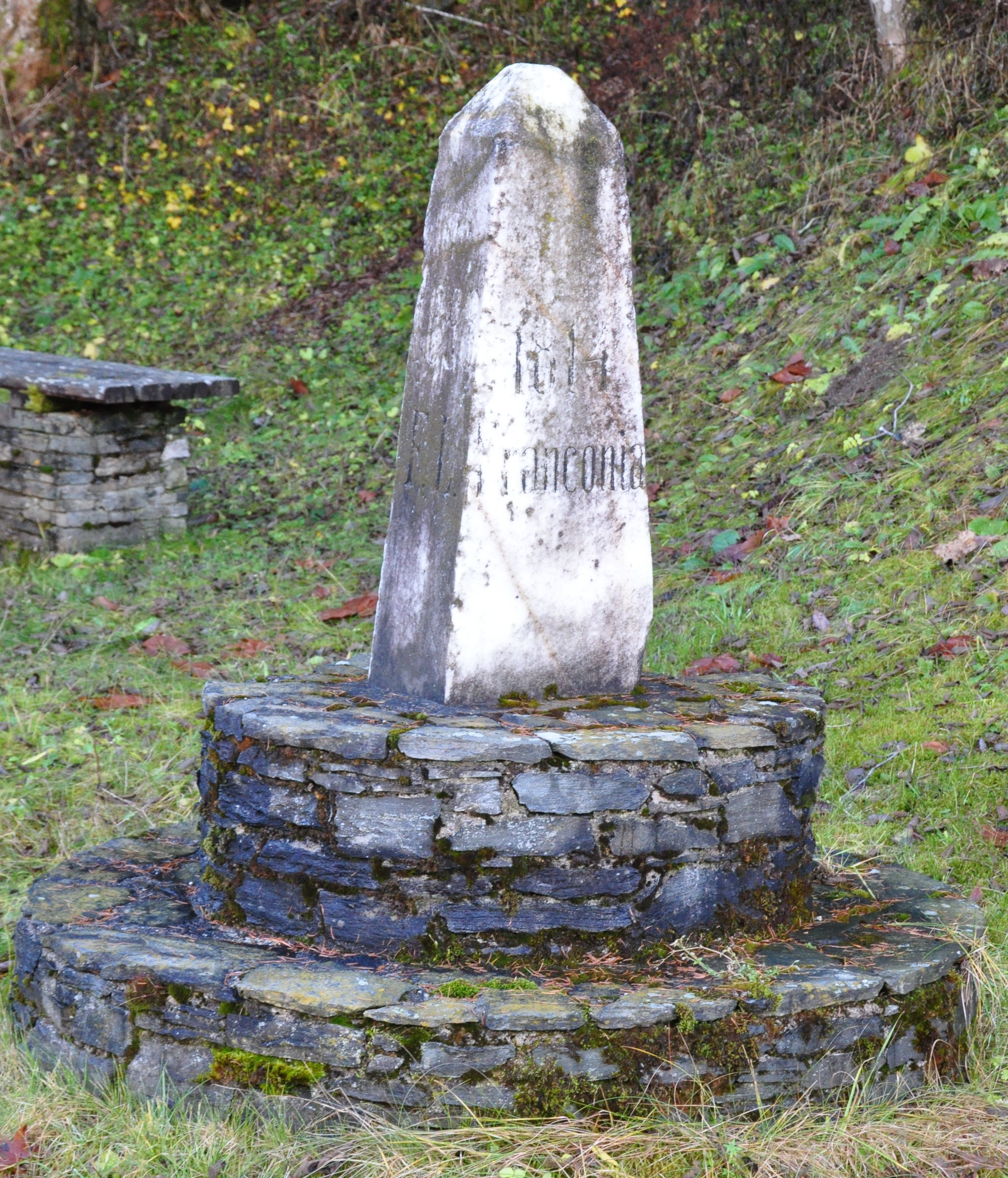
Osztrák-francia határkő 1814-ből

- Ebene Reichenau Szt. Mártonnak szentelt plébániatemploma eredetileg 1384-ben épült; a mai késő barokk épület a 18. század közepén készült el. 1812 óta a különálló egyházközség plébániatemploma. A mellette lévő temetőt 1806-ban szenteltek fel.
- Sankt Lorenzen Szt. Lőrinc-temploma Karintia legmagasabban fekvő plébániatemploma. Elődje, egy Szűz Máriának és Szt. Lőrincnek  ajánlott kápolna 1216-ban készült. A mai templom román-gótikus alapú, amelyet a 18. században késő barokk stílusban átalakítottak.
- Sankt Margarethen Szt. Margit-temploma 1307-ben már állt, 1433 óta plébániatemplom. Mai gótikus formáját a 15. század végén nyerte el. Déli falán 15. századi Szt. Kristóf-kép látható.
- a wiedwegi evangélikus templom 1844-ben épült.
- Sankt Lorenzen késő barokk Szt. Anna temploma
- a Winkl melletti, 1893-ban kőből épült Ördöghíd (Teufelsbrücke)
- Schuß faluban található egy 1814-ből való határkő, amely a francia Illír tartományok és Ausztria közti határt jelezte.
- hüllőállatkert Patergassenben.
- Reichanau területén található Karintia legmagasabban (1616 méteren) fekvő farmja, a Hochsinner.

## Testvértelepülések
- Nersingen, Németország, 2009 óta

## Híres személyek
- Siegfried Grabner (1975-) olimpiai bronzérmes snowboardos

## Fordítás
- Ez a szócikk részben vagy egészben  a   Reichenau (Kärnten) című német Wikipédia-szócikk ezen változatának fordításán alapul.  Az eredeti cikk szerkesztőit annak laptörténete sorolja fel. Ez a jelzés csupán a megfogalmazás eredetét és a szerzői jogokat jelzi, nem szolgál a cikkben szereplő információk forrásmegjelöléseként.